# Hildegard Knef
Hildegard Knef, dite parfois Hildegarde Neff, née à Ulm le 28 décembre 1925 et morte à Berlin le 1er février 2002, est une actrice, chanteuse et compositrice allemande. Vedette du cinéma de l'après-guerre, elle est connue pour être la seule comédienne allemande à avoir tenu un rôle en vedette à Broadway.

## Biographie
Hildegard Knef est la fille de Hans Theodor et Friede Augustine Knef. Lorsque son père, vétéran et décoré de la Première Guerre mondiale, meurt de la syphilis alors qu'elle n'a que six mois, sa mère déménage à Berlin et y travaille dans une usine. Hildegard grandit et est scolarisée dans le quartier de Schöneberg. Elle s'initie au théâtre à 14 ans, en 1940, puis quitte l'école à 15 ans pour devenir apprentie animatrice chez Universum Film AG.
Après avoir réussi un essai en studio, elle entre à l'École nationale de cinéma de Babelsberg, à Berlin, où elle étudie le théâtre, le ballet et l'élocution. Joseph Goebbels, le redouté ministre de la propagande d'Hitler, lui écrit alors pour demander à la rencontrer, mais les amis d'Hildegard Knef font en sorte qu'elle reste loin de lui.
Jeune comédienne, Hildegard apparaît dans plusieurs films réalisés avant la fin du régime nazi, mais la plupart ne sont sortis qu'après. Pendant la bataille de Berlin, elle s'habille en soldat pour rester avec son amant Ewald von Demandowsky, le responsable de la société des films sonores Tobis, et le rejoint dans la défense de Schmargendorf. Capturée par les Soviétiques et envoyée dans un camp de prisonniers, elle s'en évade grâce à des codétenues, puis retourne à Berlin où Ewald Von Demandowsky, arrêté par la police militaire américaine et remis à l'Armée rouge, est exécuté par les Russes le 7 octobre 1946. Avant son exécution, il a assuré à son amie Hildegard Knef la protection du célèbre acteur Viktor de Kowa à Berlin. Ce dernier lui donne alors l'occasion d'être la maîtresse de cérémonie du théâtre qu'il avait ouvert. Knef joue un rôle dans le Marius de Marcel Pagnol mis en scène par Boleslaw Barlog, qui s'avère l'une des grandes pièces du théâtre allemand. Viktor de Kowa la dirige également dans plusieurs pièces de Shakespeare, Pagnol et George Abbot.
En 1946, elle interprète le premier rôle féminin dans Les Assassins sont parmi nous (Die Mörder sind unter uns, Wolfgang Staudte), le premier film à l'affiche en secteur soviétique après la Seconde Guerre mondiale. Au festival international du film de Locarno de 1948, elle reçoit le Léopard de la meilleure interprétation féminine pour son rôle dans Film sans titre (Film ohne Titel, Rudolf Jugert). 
En 1947, elle épouse l'officier de renseignement juif américain Kurt Hirsch et le couple s'installe aux États-Unis. À la suite du succès de Les assassins sont parmi nous et d'un article consacré à Hildegard Knef dans le magazine américain Life, le producteur américain David O. Selznick lui propose un contrat sur sept ans. Ce contrat lui assure un revenu régulier mais elle ne reçoit pas de rôle pour autant.
En 1951, elle tient le rôle-titre dans Confession d'une pécheresse (Die Sünderin, Willi Forst), film provoquant un scandale par la scène où elle apparait nue, dans la première scène de nu du cinéma allemand.
En 1955-1956, elle connaît le succès à Broadway dans la comédie musicale Silk Stockings de Cole Porter.
De retour en Allemagne en 1957, elle entreprend une nouvelle carrière dans la chanson. Après un passage à Paris où elle joue dans La fille de Hambourg en 1959 et noue une relation avec Boris Vian, elle écrit elle-même les paroles de ses chansons. Avec le compositeur Hans Hammerschmid, elle compose ses plus grands succès et l'album Knef (1970).
Elle est aussi connue pour La complainte de Mackie (Die Moritat von Mackie Messer, la chanson phare de L'Opéra de quat'sous de Bertolt Brecht), Ich hab noch einen Koffer in Berlin (« J'ai toujours une valise à Berlin »), Heimweh nach dem Kürfurstendamm, ou des compositions plus personnelles comme Eins und Eins, das macht zwei (1962), Er war nie ein Kavalier (1963), Von Nun An Ging's Bergab (1967) ou Für mich soll's rote Rosen regnen (1968).
Elle a publié plusieurs livres. Son autobiographie À cheval donné (Der geschenkte Gaul - Bericht aus einem Leben) de 1970 est le récit de sa vie pendant et après la Seconde Guerre mondiale. Le livre est devenu un best-seller en Allemagne et a été traduit dans 17 langues.
Considérée comme une opportuniste parce qu'elle reprend la nationalité allemande pour des raisons fiscales, elle devient impopulaire en Allemagne dans les années 1970. Sa revendication en faveur des opérations de chirurgie esthétique font d'elle une proie de choix pour les journaux à potins allemands et nuit à sa réputation.[réf. souhaitée]
Souvent comparée à Marlene Dietrich[réf. souhaitée] à cause de sa personnalité, celle d'une femme libérée très confiante en ses moyens, elle a noyé son talent à la fin de sa vie dans la dépendance à l'alcool et aux médicaments. Son combat contre le cancer, qu'elle relate dans son livre Das Urteil («Le Verdict») paru en 1975 et au cours duquel elle a subi une soixantaine d'opérations, est demeuré célèbre.
Elle meurt d'une pneumonie le 1er février 2002, à l'âge de 76 ans. Elle est inhumée au cimetière de Berlin-Zehlendorf.
Dans le film biographique Hilde, son rôle est interprété par Heike Makatsch. En 2025 paraît le documentaire Ich will alles. Hildegard Knef. de la réalisatrice suisse Luzia Schmid, consacré au parcours d'Hildegard Knef.

## Filmographie
- 1945 : Frühlingsmelodie
- 1945 : Sous les ponts (Unter den Brücken) de Helmut Kautner
- 1945 : Die Brüder Noltenius
- 1946 : Les assassins sont parmi nous (Die Mörder sind unter uns) de Wolfgang Staudte : Susanne Wallner
- 1947 : Entre hier et demain (Zwischen gestern und morgen) de Harald Braun : Das Mädchen Kat
- 1948 : Film sans titre (Film ohne Titel) de Rudolf Jugert : Christine Fleming
- 1948 : Fahrt ins Glück : Susanne
- 1951 : Confession d'une pécheresse (Die Sünderin) de Willi Forst : Marina
- 1951 : Deux cœurs une mélodie (Es geschehen noch Wunder) : Anita Weidner
- 1951 : Le Traître (Decision Before Dawn) de Anatole Litvak : Hilde
- 1952 : Les Amants tourmentés (Nachts auf den Straßen) de Rudolf Jugert : Inge Hoffmann
- 1952 : Courrier diplomatique (Diplomatic Courier) de Henry Hathaway : Janine
- 1952 : Les Neiges du Kilimandjaro (The Snows of Kilimanjaro) de Henry King : Contesse Liz
- 1952 : Morton a-t-il tué ? (Night Without Sleep) de Roy Ward Baker : Lisa Muller
- 1952 : La Mandragore (Alraune) de Arthur Maria Rabenalt : Alraune
- 1952 : La Fête à Henriette de Julien Duvivier : Rita Solar
- 1952 : Illusion in Moll : Lydia Bauer
- 1953 : L'Homme de Berlin (The Man Between) de Carol Reed : Bettina Mallison
- 1954 : Geständnis unter vier Augen : Hilde Schaumburg-Garden
- 1954 : Une histoire d'amour (Eine Liebesgeschichte) de Rudolf Jugert : Lili Schallweiss
- 1954 : Svengali de Noel Langley : Trilby O'Ferrall
- 1958 : Madeleine et le légionnaire (Madeleine und der Legionär) de Wolfgang Staudte : Madeleine Durand
- 1958 : La Fille de Hambourg de Yves Allegret: Maria
- 1959 : Der Mann, der sich verkaufte (de) de Josef von Baky : Martina Schilling
- 1960 : Les Conquérants de la vallée sauvage (La strada dei giganti) de Guido Malatesta : Maria Luisa di Borbone
- 1960 : Die Geliebte Stimme : Sie
- 1960 : Cri d'angoisse (Subway in the Sky) de Muriel Box : Lilli Hoffman
- 1962 : Golden Boy (de) (TV) : Lorna Moon
- 1962 : Les Liaisons douteuses (Lulu) de Rolf Thiele : Baroness Geschwitz
- 1962 : Laura (TV) : Laura Hunt
- 1962 : Ipnosi
- 1963 : L'Opéra de quat'sous (Die Dreigroschenoper) de Wolfgang Staudte : Jenny Diver
- 1963 : Ballade pour un voyou de Claude-Jean Bonnardot : Martha
- 1963 : Catherine de Russie d'Umberto Lenzi (Caterina di Russia) : Catherine
- 1963 : Landru de Claude Chabrol : Madame X.
- 1963 : Le Grand Jeu de l'amour (Das große Liebesspiel) d'Alfred Weidenmann : Callgirl
- 1964 : Gibraltar de Pierre Gaspard-Huit : Elinor van Berg
- 1964 : Wartezimmer zum Jenseits : Lorelli
- 1964 : Verdammt zur Sünde : Alwine
- 1965 : Le Secret de la liste rouge (Mozambique) : Ilona Valdez
- 1968 : Le Peuple des abîmes (The Lost Continent) : Eva Peters
- 1976 : Jeder stirbt für sich allein : Anna Quangel
- 1978 : Fedora de Billy Wilder : Contesse Sobryanski
- 1980 : Warum die UFOs unseren Salat klauen
- 1982 : Le Jardinier de Toulouse (Der Gärtner von Toulouse)
- 1985 : L'Avenir d'Émilie (Flügel und Fesseln)
- 1988 : Démoniaque présence (La Casa 4 (Witchcraft)) : Lady In Black
- 1991 : Haus am See : Lilly Tüllmann
- 1993 : Berlin antigang (Berlin Break) (série TV) : Baroness von Althausen (unknown episodes)
- 1994 : Tödliches Erbe (TV) : Lore Olmer
- 1994 : Die Stadtindianer (série TV)
- 1999 : Eine fast perfekte Hochzeit : Marlene
- 2001 : Wie angelt man sich einen Müllmann? (TV)

## Distinctions et hommages

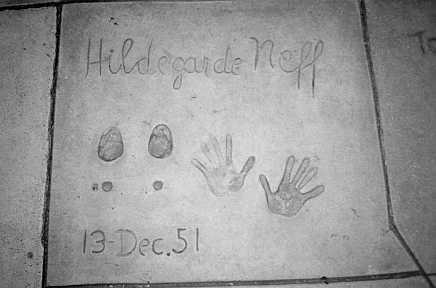
Empreintes de mains et de pieds d'Hildegard Knef (sous son pseudonyme Hildegard Neff) devant le Grauman's Chinese Theatre.

- 1948 : Léopard de la meilleure interprétation féminine pour son rôle dans Film sans titre de Rudolf Jugert
- 1951: empreintes de mains et de pieds dans le ciment devant le Grauman's Chinese Theatre à Hollywood
- 1958: meilleure actrice dans un second rôle au Deutscher Filmpreis pour son interprétation dans Der Mann, der sich verkaufte
- 1975: Ordre du Mérite de la République fédérale d'Allemagne
- 1996: Berliner Bär pour l'ensemble de son œuvre